# 吴茱萸钩丝壳
吴茱萸钩丝壳（学名：Uncinula evodiae）是属于白粉菌目白粉菌科钩丝壳属的一种真菌，寄生在吴茱萸属植物上。该种分布于中国。